# Seitenwagen-Weltmeisterschaft
Die Seitenwagen Weltmeisterschaft ist eine von der FIM ausgetragene internationale Weltmeisterschaft für Motorradgespanne. Die Serie wird vorwiegend auf Rennstrecken in Europa ausgetragen, in der Vergangenheit wurden aber auch Rennen in Laguna Seca, in Kyalami und auf Phillip Island ausgetragen.

## Reglement
Seit der Saison 2017 sind nur Gespanne mit einem Hubraum von bis zu 600 cm³ zugelassen. Es dürfen nur Viertaktmotoren mit vier Zylindern eingesetzt werden, außerdem müssen sie von der FIM nach Supersport/Superstock 600-cm³-Reglement homologiert sein. Fahrer müssen 18 Jahre alt sein, Beifahrer dürfen ab 16 Jahren in der Seitenwagen-WM mitfahren.
2021 besteht ein Rennwochenende aus einem freien Training, zwei Qualifyings, einem Warm-up und zwei Rennen. Die Renndistanz beider Rennen liegt je zwischen 70 und 85 Kilometern. Alle Rennen werden für die Gesamtwertung gewertet, das Team mit den meisten Punkten wird Weltmeister.

## Geschichte

### Prägende Jahre
Als die Seitenwagen-Weltmeisterschaften 1949 entstand, wurde sie von eindeutigen, orthodoxen Outfits dominiert, bei denen ein Beiwagen an einem herkömmlichen Solo-Motorrad befestigt war. Starrheit und Festigkeit der Maschinen wurden kaum verstanden und Vorkriegsmaschinen wurden als „Gerüste auf Rädern“ beschrieben. Die weitere Entwicklung basierte auf der Gewichtsreduzierung, der Entwicklung einer flachen Plattform für den Beifahrer und der Verringerung des Luftwiderstands um das Seitenwagenrad und an der Vorderseite des Seitenwagens. Als sich die Entwicklung von Vollverkleidungen auf Solomaschinen als erfolgreich erwies, um den Luftwiderstand zu verringern, war es naheliegend, ähnliche stromlinienförmige Gehäuse für die Seitenwagen anzupassen. In den folgenden Jahren veränderte sich die Position von Fahrer und Beifahrer. Der Schwerpunkt verlagerte sich nach unten, um die Kurvengeschwindigkeiten zu erhöhen.

### Technischer Fortschritt
Ab 1977 gab es eine Abkehr von der traditionellen Technik, die die Beiwagen-Technologie bis zu diesem Zeitpunkt unterstrichen hatte. Es begann, als George O’Dell die Meisterschaft mit einem Hub-Center-Lenkseitenwagen (gebaut von Rolf Biland) namens Seymaz gewann. O’Dell gewann, obwohl die Seymaz während der Saison selten gefahren wurde, da er zum Großteil des Jahres einen traditionellen Windle-Rahmen verwendete. 1978 gewann Biland die Meisterschaft mit einem BEO-Yamaha TZ500-Beiwagen, der im Grunde ein Trike mit Heckmotor und Heckantrieb war.
1979 reagierte die FIM auf diese technologischen Innovationen, indem sie die Beiwagenmeisterschaft in zwei Wettbewerbe aufteilte:
- B2A – traditionelle Beiwagen
- B2B – Prototypen

Bruno Holzer gewann die B2B-Meisterschaft mit einem Beiwagen von LCR-BEO-Yamaha, der das Motorradfahren eher zum Autofahren machte, da die Maschine einen Fahrersitz, ein Lenkrad und Pedale hatte. Es erforderte auch kaum die Beteiligung des Beifahrers, der nur flach auf der Passagierplattform liegen musste.
Aufgrund der revolutionären Änderungen, die die Konstrukteure an ihren Maschinen vorgenommen hatten, verbot die FIM 1980 alle Beiwagen-Prototypen, weil sie befürchtete, dass die Entwicklungen die Passagiere zu nicht aktiven Teilnehmern machten und die Maschinen nicht mehr wie Motorräder aussahen.
Ein Jahr später hob die FIM jedoch seine Entscheidung auf und erzielte nach Protesten der Teams einen Kompromiss. Prototypen dürfen nach folgenden Regeln fahren:
- Es muss sich um ein Fahrzeug handeln, das nur von einem einzigen Hinterrad angetrieben wird
- Es muss mit einem einzigen Vorderrad gesteuert werden
- Es muss von einem Motorradlenker und nicht von einem Lenkrad gesteuert werden
- Es muss die aktive Teilnahme des Passagiers erforderlich sein.

Die Regeln 1981 blieben weitgehend unverändert. Zum Beispiel sind Trikes immer noch verboten. Es gab jedoch einige Änderungen und Lockerungen der Regeln. In den späten 1990er Jahren erlaubte die FIM am Vorderrad eine Federung im Automobilstil (z. B. Querlenker). Ebenso dürfen Seitenwagen, die außerhalb der technischen Regeln liegen, an Rennen teilnehmen, aber ihre Ergebnisse und Punkte gehen nicht in die Wertung ein.
Nach den FIM-Bestimmungen kniet der Fahrer vor dem Motor, mit den Händen in der Nähe des Vorderrads, während sich der Beifahrer hinten über die Plattform bewegt und sein Gewicht je nach Kurve von links nach rechts und nach vorne oder hinten verlagert, um die Traktion zu verbessern. Der Beifahrer hilft dem Fahrer auch beim Driften und ist normalerweise die erste Person, die Motorprobleme bemerkt, da er sich neben dem Motor befindet, während sich der Fahrer davor befindet. Die beiden müssen zusammenarbeiten, um ein erfolgreiches Team zu sein. Heutzutage ist es üblich, den Fahrer den „Piloten“ zu nennen, während der Passagier als „Beifahrer“ oder „Co-Pilot“ betitelt wird. Weit verbreitet ist auch die Bezeichnung „Schmiermaxe“.
Traditionelle Beiwagenrennen sind in mehreren Ländern nach wie vor beliebt, insbesondere in Großbritannien, wo sie als Formel-2-Gespanne (600-cm³-Motoren) bekannt sind. Sie werden im Allgemeinen bei Straßenrennen wie der Isle-of-Man-TT-Rennen eingesetzt. Trotz ihrer niedrigeren Höchstgeschwindigkeiten behalten diese Maschinen bessere Kurvengeschwindigkeiten als 1.000-cm³-Gespanne.

### Heutiges Zeitalter

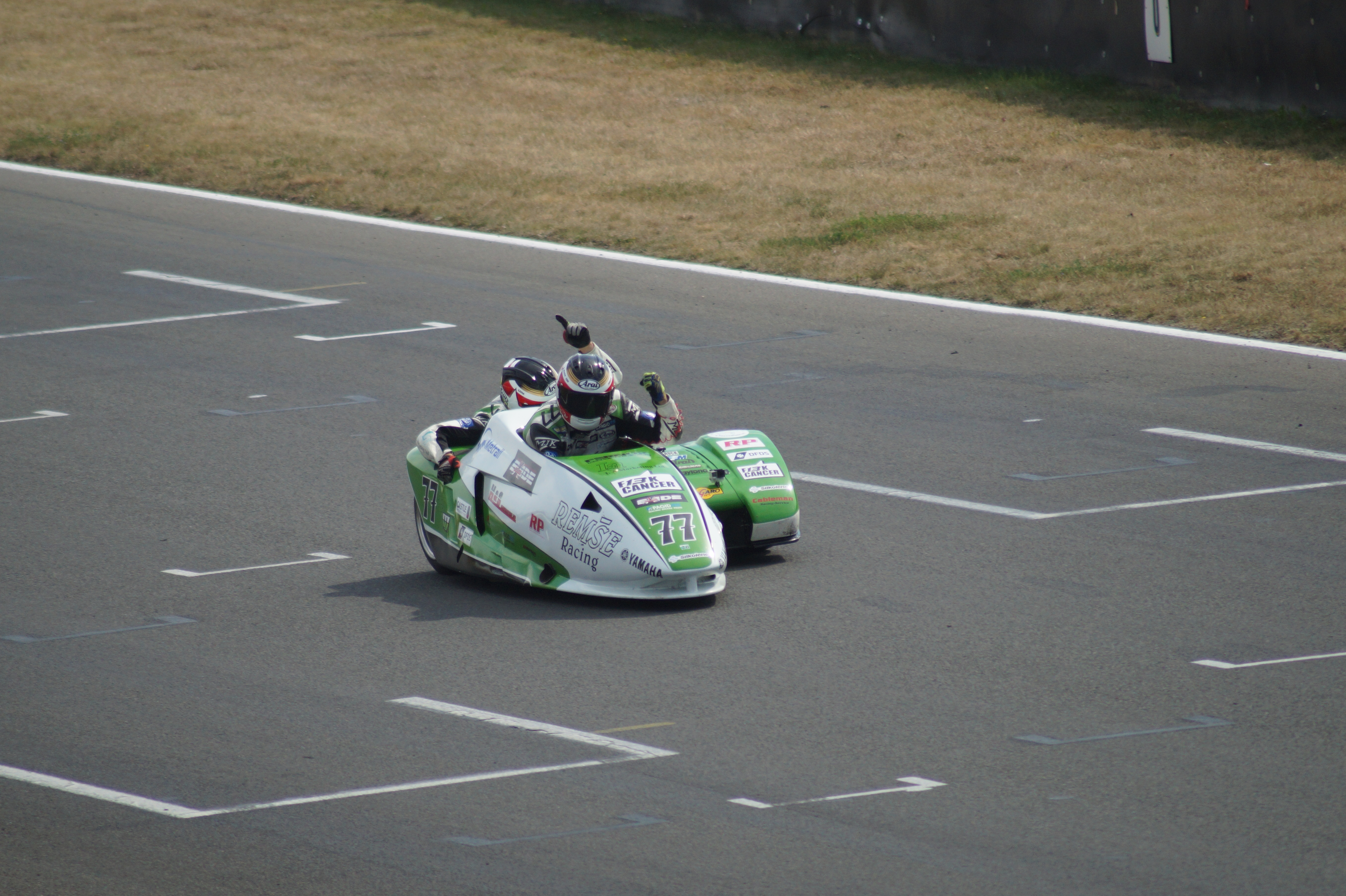
Tim Reeves mit Grégory Cluze 2016 in Oschersleben

Zwischen 1981 und 2016 waren Superside-Maschinen als Formel-1-Beiwagen bekannt, die ein unverändertes Grunddesign aufwiesen. Diese modernen High-Tech-Maschinen sind nur durch die Klassifizierung der von ihnen verwendeten Motoren mit Motorrädern verbunden. Alle Chassis sind speziell gebaut, die Reifen sind breit und haben ein flaches Profil.
Der erfolgreichste Beiwagenrennfahrer in der Superside war Steve Webster, der zwischen 1987 und 2004 vier Weltmeisterschaften und sechs Weltcups gewonnen hat. Bis 1996 startete die Seitenwagen-WM im Rahmen der Motorrad-Weltmeisterschaft, anschließend gastierte sie bei der Superbike-WM und wurde später eigenständig. Das erfolgreichste Chassis ist LCR, der Schweizer Beiwagenhersteller, dessen Gründer Louis Christen zwischen 1979 und 2006 35 Meisterschaften gewonnen. Der BMW Rennsport RS54-Motor gewann von 1955 bis 1973 19 Konstrukteurstitel hintereinander, er ist damit der erfolgreichste Motor der Seitenwagen-WM.
2014 gewann zum ersten Mal eine Maschine mit Kawasaki-Antrieb den Titel. Tim Reeves und Gregory Cluze beendeten einen elfjährigen Suzuki-Lauf. Reeves ist bis heute achtfacher Seitenwagen-Weltmeister.
2016 wurde Kirsi Kainulainen als erste Frau Motorrad-Weltmeisterin, sie war Passagierin von Pekka Päivärinta.
Im Jahr 2017 wurde der Hubraum der F1-Beiwagen von 1000 cm³ auf 600 cm³ reduziert. Dies war eine bewusste Anregung der FIM, um mehr Teilnehmer zu gewinnen, die immer noch das traditionelle F2-Chassis bevorzugten. Durch die Reduzierung der Motorgröße hoffte man, dass dies einen gleichberechtigten Wettbewerb bedeuten würde. Trotzdem wurde die Meisterschaft 2017 immer noch von Wettbewerbern dominiert, die das F1-Chassis verwendeten. Das bestplatzierte F2-Team war das von Eckart Rösinger und Steffen Werner die mit ihrer Baker-Suzuki auf Platz 12 landeten.

## Gespann-Weltmeister
| Jahr | Fahrer / Beifahrer                                   | Hersteller                    |
| ---- | ---------------------------------------------------- | ----------------------------- |
| 1949 | Eric Oliver / Denis Jenkinson                        | Norton                        |
| 1950 | Eric Oliver / Lorenzo Dobelli                        | Norton                        |
| 1951 | Eric Oliver / Lorenzo Dobelli                        | Norton                        |
| 1952 | Cyril Smith / Bob Clements                           | Norton                        |
| 1953 | Eric Oliver / Stan Dibben                            | Norton                        |
| 1954 | Wilhelm Noll / Fritz Cron                            | BMW                           |
| 1955 | Willi Faust / Karl Remmert                           | BMW                           |
| 1956 | Wilhelm Noll / Fritz Cron                            | BMW                           |
| 1957 | Fritz Hillebrand / Manfred Grunwald                  | BMW                           |
| 1958 | Walter Schneider / Hans Strauß                       | BMW                           |
| 1959 | Walter Schneider / Hans Strauß                       | BMW                           |
| 1960 | Helmut Fath / Alfred Wohlgemuth                      | BMW                           |
| 1961 | Max Deubel / Emil Hörner                             | BMW                           |
| 1962 | Max Deubel / Emil Hörner                             | BMW                           |
| 1963 | Max Deubel / Emil Hörner                             | BMW                           |
| 1964 | Max Deubel / Emil Hörner                             | BMW                           |
| 1965 | Fritz Scheidegger / John Robinson                    | BMW                           |
| 1966 | Fritz Scheidegger / John Robinson                    | BMW                           |
| 1967 | Klaus Enders / Ralf Engelhardt                       | BMW                           |
| 1968 | Helmut Fath / Wolfgang Kalauch                       | URS                           |
| 1969 | Klaus Enders / Ralf Engelhardt                       | BMW                           |
| 1970 | Klaus Enders / Wolfgang Kalauch bzw. Ralf Engelhardt | BMW                           |
| 1971 | Horst Owesle / Julius Kremer bzw. Peter Rutterford   | URS                           |
| 1972 | Klaus Enders / Ralf Engelhardt                       | BMW                           |
| 1973 | Klaus Enders / Ralf Engelhardt                       | BMW                           |
| 1974 | Klaus Enders / Ralf Engelhardt                       | BMW                           |
| 1975 | Rolf Steinhausen / Josef Huber                       | Busch-König                   |
| 1976 | Rolf Steinhausen / Josef Huber                       | Busch-König                   |
| 1977 | George O’Dell / Kenny Arthur bzw. Cliff Holland      | Seymaz-Yamaha / Windle-Yamaha |
| 1978 | Rolf Biland / Kenny Williams                         | TTM-Yamaha / BEO-Yamaha       |
| 1979 | (Kat. B2A) Rolf Biland / Kurt Waltisperg             | Schmid-Yamaha                 |
| 1979 | (Kat. B2B) Bruno Holzer / Karl Meierhans             | LCR-Yamaha                    |
| 1980 | Jock Taylor / Benga Johansson                        | Windle-Yamaha                 |
| 1981 | Rolf Biland / Kurt Waltisperg                        | LCR-Yamaha                    |
| 1982 | Werner Schwärzel / Andreas Huber                     | Seymaz-Yamaha                 |
| 1983 | Rolf Biland / Kurt Waltisperg                        | LCR-Yamaha                    |
| 1984 | Egbert Streuer / Bernard Schnieders                  | LCR-Yamaha                    |
| 1985 | Egbert Streuer / Bernard Schnieders                  | LCR-Yamaha                    |
| 1986 | Egbert Streuer / Bernard Schnieders                  | LCR-Yamaha                    |
| 1987 | Steve Webster / Tony Hewitt                          | LCR-Yamaha                    |
| 1988 | Steve Webster / Tony Hewitt                          | LCR-Yamaha                    |
| 1989 | Steve Webster / Tony Hewitt                          | LCR-Krauser                   |
| 1990 | Alain Michel / Simon Birchall                        | LCR-Krauser                   |
| 1991 | Steve Webster / Gavin Simmons                        | LCR-Krauser                   |
| 1992 | Rolf Biland / Kurt Waltisperg                        | LCR-Krauser                   |
| 1993 | Rolf Biland / Kurt Waltisperg                        | LCR-Krauser                   |
| 1994 | Rolf Biland / Kurt Waltisperg                        | LCR-ADM                       |
| 1995 | Darren Dixon / Andy Hetherington                     | Windle-ADM                    |
| 1996 | Darren Dixon / Andy Hetherington                     | Windle-ADM                    |
| 1997 | Steve Webster / David James                          | LCR-ADM                       |
| 1998 | Steve Webster / David James                          | LCR-Honda                     |
| 1999 | Steve Webster / David James                          | LCR-Suzuki                    |
| 2000 | Steve Webster / Paul Woodhead                        | LCR-Suzuki                    |
| 2001 | Klaus Klaffenböck / Christian Parzer                 | LCR-Suzuki                    |
| 2002 | Steve Abbott / Jamie Biggs                           | Windle-Yamaha                 |
| 2003 | Steve Webster / Paul Woodhead                        | LCR-Suzuki                    |
| 2004 | Steve Webster / Paul Woodhead                        | LCR-Suzuki                    |
| 2005 | Tim Reeves / Patrick Farrance                        | LCR-Suzuki                    |
| 2006 | Tim Reeves / Patrick Farrance                        | LCR-Suzuki                    |
| 2007 | Tim Reeves / Patrick Farrance                        | LCR-Suzuki                    |
| 2008 | Pekka Päivärinta / Timo Karttiala                    | LCR-Suzuki                    |
| 2009 | Ben Birchall / Tom Birchall                          | LCR-Suzuki                    |
| 2010 | Pekka Päivärinta / Adolf Hänni                       | LCR-Suzuki                    |
| 2011 | Pekka Päivärinta / Adolf Hänni                       | LCR-Suzuki                    |
| 2012 | Tim Reeves / Ashley Hawes                            | LCR-Suzuki                    |
| 2013 | Pekka Päivärinta / Adolf Hänni                       | LCR-Suzuki                    |
| 2014 | (F1) Tim Reeves / Gregory Cluze                      | LCR-Kawasaki                  |
| 2014 | (F2) Tim Reeves / Gregory Cluze                      | DMR                           |
| 2015 | (F1) Bennie Streuer / Geert Koerts                   | LCR-Suzuki                    |
| 2015 | (F2) Tim Reeves / Patrick Farrance                   | DMR-Honda                     |
| 2016 | (F1) Pekka Päivärinta / Kirsi Kainulainen            | LCR-BMW                       |
| 2016 | (F2) Ben Birchall / Tom Birchall                     | LCR-Honda                     |
| 2017 | Ben Birchall / Tom Birchall                          | LCR-Yamaha                    |
| 2018 | Ben Birchall / Tom Birchall                          | LCR-Yamaha                    |
| 2019 | Tim Reeves / Mark Wilkes                             | Adolf RS-Yamaha               |
| 2020 | Saison abgesagt wegen COVID-19-Pandemie              |                               |
| 2021 | Markus Schlosser / Marcel Fries                      | LCR-Yamaha                    |
| 2022 | Todd Ellis / Emmanuelle Clément                      | LCR-Yamaha                    |
| 2023 | Todd Ellis / Emmanuelle Clément                      | LCR-Yamaha                    |
| 2024 | Harry Payne / Kevin Rousseau                         | ARS-Yamaha                    |

## Notizen
- Werner Schwärzel und Karl Heinz Kleis waren das erste Team, das ein Rennen (GP Deutschland 1974) mit einem Zweitaktmotor (König) gewann. Steve Abbott und Jamie Biggs waren das letzte Team, das ein Rennen gewann (1999 Superbike-WM, Brands Hatch) mit einem Zweitaktmotor (Honda).
- Tim Reeves und Mark Wilkes gewannen das erste Rennen der Saison 2018 in Frankreich (Le Mans) mit einem deutschen Adolf-RS-Yamaha-Gespann. Damit wurde die Siegesserie von LCR gebrochen, denn der Hersteller gewann jedes einzelne Rennen seit 2003, es ist die längste Siegesserie eines Konstrukteurs in der Geschichte der Meisterschaft.